# Dorchester (Nebraska)
Dorchester é uma vila localizada no estado americano de Nebraska, no Condado de Saline.

## Demografia
Segundo o censo americano de 2000, a sua população era de 615 habitantes.
Em 2006, foi estimada uma população de 630, um aumento de 15 (2.4%).

## Geografia
De acordo com o United States Census Bureau, a localidade tem uma área de 1,2 km², sem área coberta por água. Dorchester localiza-se a aproximadamente 452 m acima do nível do mar.

## Localidades na vizinhança
O diagrama seguinte representa as localidades num raio de 24 km ao redor de Dorchester.